# Markus Hipfl
Markus Hipfl (Wels, 26 aprile 1978) è un ex tennista austriaco.